# Carburo rameoso
L'acetiluro rameoso è un composto organico di formula bruta C2Cu2.
Deriva dall'acetilene, i cui due atomi di idrogeno sono stati sostituiti dal rame.
È un esplosivo molto sensibile agli urti e al calore, è più sensibile dell'acetiluro di argento.
Ha la particolare caratteristica di non liberare gas alla sua esplosione, come l'acetiluro di argento, si decompone in rame metallico e carbonio. Un acetiluro deriva da un acetilene reagendo con una base il cui metallo va ad addizionarsi all'acetilene.

## Aspetto
Si presenta come un solido color rosso mattone scuro.

## Usi
Per la sua alta sensibilità, non ha delle particolari utilità, però la reazione che lo produce può essere usata per verificare la presenza di acetilene:
C2H2 + 2CuCl → C2Cu2 + 2HCl
L'acetilene reagisce col cloruro rameoso per dare carburo rameoso e acido cloridrico.